# Ziva David
Ziva David az NCIS című filmsorozat szereplője, a négy főszereplő egyike, akit Cote de Pablo alakít. Magyar hangja: Pikali Gerda.
Ziva izraeli születésű, Ari Haswari féltestvére. Amikor választania kell, lelövi Arit, megmentve ezzel Gibbs életét. Ziva, félvén apja bosszújától, kérvényezi felvételét az NCIS-hez mint Moszad-összekötő tiszt. Gibbs látszólag mindent megtesz, hogy megnehezítse a lány beilleszkedését, de az első munkanapjától fogva megbízik benne, sőt, megígéri, hogy titokban tartja Ari halálának körülményeit. A csapat többi tagja is hamar megkedveli őt, egyedül Abby tart távolságot hosszabb ideig. Zivának vizuális memóriája van, aminek jó hasznát veszik a nyomozásokban. Életveszélyesen vezet, senki nem ül be mellé önszántából a kocsiba. Hét nyelvet beszél (héber, arab, angol, francia, német, olasz, orosz), ezért néha nem találja a megfelelő szavakat, amin Tony és McGee sokszor viccelődnek. Mindig készségesen áll Gibbs rendelkezésére, ha "nem hivatalosan" kell információt szereznie a gyanúsítottaktól, szívesen alkalmazza rajtuk az Izraelben tanult vallatótechnikáit. Mindig kimondja, amit gondol, még feletteseinek is. Érzelmeit azonban nehezen és ritkán fejezi ki, mivel a múltban többször is kihasználták, és retteg attól, hogy ez újra megtörténik. Ziva feltétlen hűséget mutat az NCIS igazgatója, Jen felé, és mindenkori partnere felé. Apja halála után visszatér Izraelbe.

## Kapcsolata Tonyval
Anthony (Tony) DiNozzo megformálója Michael Weatherly. A két karaktert a rajongók egyszerűen úgy nevezik, hogy „Tiva” (Tony és Ziva).[forrás?] A karakterek közötti flört és érdeklődés felkeltette a nézők figyelmét. 2010-ben az amerikai tv-műsorújság beszámolt róla, hogy sok néző már-már megszállottja lett a Tony és munkatársa, Ziva közti romantikus feszültségnek.
A 13. évad végén Ziva egy robbanás áldozata lett és kiderül, hogy született egy gyereke Tony-val, akiről Tony csak akkor szerzett tudomást.